# ライオンエアー (フィリピン)
ライオンエアー（英語: Lionair）は、ニノイ・アキノ国際空港を拠点とするフィリピンの航空会社である。飛行機やヘリコプターを使ったチャーター便を運航している。2011年8月2日、フィリピンの元老院（上院）は、フィリピン国家警察に創設された新規部隊への中古ヘリコプター売却という疑惑の取引に関して、ライオンエアーを公聴会に呼び出した。

## 保有機材

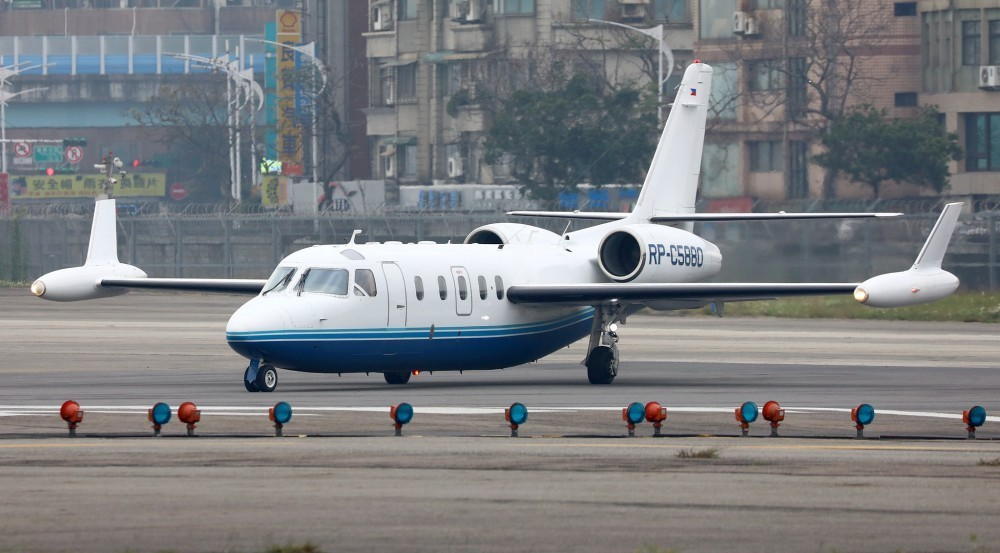
IAI ウェストウィンドII

以下の機材を保有している。
- セスナ サイテーション 500
- IAIウェストウィンドI
- IAIウェストウィンドII
- ビーチクラフト キングエア B200
- L-410 UPV
- ロビンソン R44

## 事故
- 2019年9月1日、救命搬送（英語版）のため、ディポログからを離陸したビーチクラフト キングエア 350機（機体記号: RP-C2296）は、エンジントラブルにより煙をたなびかせながら、カランバ（英語版）のリゾート地に墜落した。この事故で乗員・乗客9人全員が死亡した[4]。
- 2020年3月29日、救命搬送のため日本の羽田国際空港への運行を予定していた救急便（IAI ウェストウィンド）（機体記号: RP-C5880[5]）が、ニノイ・アキノ国際空港を離陸時に墜落炎上した[6][7]。この事故でフィリピン人の乗員3人と同医療関係者3人、ジカ熱患者のカナダ人とその付添人のアメリカ人の計8人全員が死亡した[7][8]。